# 姜鹏飞
姜鹏飞（1907年—1946年9月11日），原名姜凤飞，号龙涛，生于奉天府金州厅（今辽宁省大连市金州区），曾效命于满洲国和汪精卫政权，抗日战争结束前夕，转投国民政府，军衔为中将，1946年8月，在中共政权控制的哈尔滨策划八二八暴动，9月被中共政权处决。

## 生平
1924年毕业于辽宁省立第五师范学校，后进入东三省陆军测量学校第二期、东北陆军讲武堂第七期高等研究班和航空侦察班等军校学习。1931年毕业后，派往黑龙江第二独立旅程志远部，担任团长。1931年九一八事变后，随程志远投日。1935年，满洲国陆军大专毕业后，进入日本陆军大学受训，被日本裕仁天皇接见。1937年后，由驻黑龙江第三军调住沈阳训练学校教导队，历任新京陆军训练处中校教官、满洲国第七军管区（驻佳木斯）参谋长（少将）、独立第二旅旅长长、满洲国江上军司令。1940年，姜鹏飞被派往华北地区。1942年后，历任伪华北绥靖总司令部一级少将、伪唐山行营主任。伪冀東行政公署成立后，兼任公署长官。是潘家峪惨案的主谋。
抗日战争结束前夕，转投国民政府。1945年7月，由蒋介石任命为冀东挺进军总指挥，9月，受命为陆军新编第27军军长。第27军与28军合并后，姜鹏飞受命为第十一战区中将高参，仍以第27军军长名义至东北组织“地下军”。1946年1月，受东北保安司令部司令官杜聿明委派，接受“相机占领哈尔滨”的任务。
此时，中国共产党正与中华民国政府争夺东北地区的控制权，其部在长春被中共军队击败。2月，姜鹏飞潜入中共控制的哈尔滨。期间，姜鹏飞组织地方武装、土匪、侵华日军残部试图在8月间攻占哈尔滨。他与李明信共同策划了八二八暴动。但在8月26日，姜鹏飞被中共政权查获。8月28日，暴动失败。哈尔滨地方法院在9月9月组织公开审判，9月11日（或说9月10日），与李明信、崔大刚一同被枪决。